# Namazonurus
Genre
Namazonurus est un genre de sauriens de la famille des Cordylidae.

## Répartition
Les espèces de ce genre se rencontrent en Afrique du Sud et en Namibie.

## Liste des espèces
Selon The Reptile Database (29 juin 2012) :
- Namazonurus campbelli (Fitzsimons, 1938)
- Namazonurus lawrenci (Fitzsimons, 1939)
- Namazonurus namaquensis (Methuen & Hewitt, 1914)
- Namazonurus peersi (Hewitt, 1932)
- Namazonurus pustulatus (Peters, 1862)

## Publication originale
- Stanley, Bauer, Jackman, Branch & Le Fras Nortier Mouton, 2011 : « Between a rock and a hard polytomy: Rapid radiation in the rupicolous girdled lizards (Squamata: Cordylidae) ». Molecular Phylogenetics and Evolution, vol. 58, n. 1,  p. 53–70 (lire en ligne).